# جون روبرتسون
جون روبرتسون (بالإنجليزية: John Robertson)‏ (و. 1950 – م) هو فيزيائي، ومهندس من المملكة المتحدة . وهو عضواً في الجمعية الفيزيائية الأمريكية، والجمعية الملكية .

## التعليم
تعلم في جامعة كامبريدج

## مناصب وهيئات
أدار جامعة كامبريدج.